# Hank (serie televisiva 1965)
Hank  è una serie televisiva statunitense in 26 episodi trasmessi per la prima volta nel corso di una sola stagione dal 1965 al 1966.

## Trama
Hank Dearborn deve accudire la sua giovane sorella Tina, dopo che i loro genitori sono morti in un incidente d'auto. Hank crede che la strada migliore sia l'istruzione e tenta illegalmente di partecipare alle lezioni presso l'Università dello Stato mentre al tempo stesso mantiene sé e sua sorella con una serie di lavori saltuari.

## Personaggi
- Hank Dearborn (26 episodi, 1965-1966), interpretato da	Dick Kallman.
- Doris Royal (22 episodi, 1965-1966), interpretata da	Linda Foster.
- Dr. Lewis Royal (15 episodi, 1965-1966), interpretato da	Howard St. John.
- Coach Ossie Weiss (12 episodi, 1965-1966), interpretato da	Dabbs Greer.
- professor McKillup (8 episodi, 1965-1966), interpretato da	Lloyd Corrigan.
- Tina Dearborn (8 episodi, 1965-1966), interpretata da	Katie Sweet.
- Norman Zelinko (5 episodi, 1965-1966), interpretato da	Joey D. Vieira.
- Gazzari (5 episodi, 1965-1966), interpretato da	Lou Wills Jr..
- Ethel Weiss (3 episodi, 1965-1966), interpretata da	Sheila Bromley.
- Padowski (3 episodi, 1965-1966), interpretato da	Norman Grabowski.
- Ralph (3 episodi, 1965-1966), interpretato da	Don Washbrook.
- Franny (3 episodi, 1965), interpretato da	Kelly Jean Peters.

## Produzione
La serie fu prodotta da Warner Bros. Television e girata negli studios della Warner Brothers a Burbank in California.
Tra i registi della serie sono accreditati Allen Baron e Leslie H. Martinson. Colonna sonora composta da Johnny Mercer e Frank Perkins.

## Distribuzione
La serie fu trasmessa negli Stati Uniti dal 1965 al 1966 sulla rete televisiva NBC.

## Episodi
| Stagione       | Episodi | Prima TV originale |
| -------------- | ------- | ------------------ |
| Prima stagione | 26      | 1965-1966          |